# 篠崎耕平
篠崎 耕平
篠崎 コウヘイ
（しのざき こうへい、1953年6月10日 - ）は、JASRAC正会員、作詞家、作曲家。

## 略歴
- 明治大学在学中よりギタープレイヤーとして、CM音楽、映画音楽、ライブサポート等で活動。
- 藤田敏八監督「もっとしなやかにもっとしたたかに」 根岸吉太郎監督『濡れた週末』など三浦朗プロデューサー作品を主に映画音楽から作曲活動を開始。その後TV、CM、イベントの背景音楽の作曲及び演奏。

## 活動履歴
- CMダイハツ・シャレード
- 筑波万博茨城館音響演出
- 浅草ニューイヤーズロックフェスティバル出演
- 自身のグループオープンセサミでCBSソニーより藤原カムイとのコラボレーションアルバム『ザ・チョコレートパニック・ピクチャーショー』をリリース
- 淡谷のり子ラストアルバム『うたこそ我が心のドレス』プロデュース
- 宮沢賢治記念館 デジタルアニメーション松本零士原作『銀河鉄道999』制作
- 総務省 「ラジオ体操100年史」プロモーションビデオ制作
- PFF（ぴあフィルムフェスティバル）作品選考、アワード/演出、音楽、映像制作

1995～現在（2016年は9月7日より9月23日）
- 独立行政法人国際交流基金企画公演
- インドネシア現代舞踊公演事務局運営及び映像/HP 制作/広報
- インド現代演劇「サケータム」事務局運営及び映像/HP 制作/広報
- 「アジア演劇の女形」事務局運営及び映像制作/広報
- インド、スリランカ、ネパール、パキスタン、バングラデシュの現代演劇「挑発の演劇」事務局運営及び映像/HP 制作/広報
- ウズベキスタン演劇「コーランに倣いて」日本公演ビデオ制作
- ウズベキスタン・イラン・インドの演出家による合同公演「演じる女たち」PV 制作
- 「中央アジア・コーカサス巡回音楽公演凱旋コンサート」事務局運営及びライブビデオ制作
- 「開高健記念アジア作家シリーズ」ビデオ制作
- 「日本⇔トルコ：わたりゆく音› Sound Migration」ライブビデオ制作
- 中央アジア現代邦楽公演 ZATAIVSHIYSYA DRAKON 〈眠った竜〉ウズベキスタン・トルクメニスタン公演
- JENESYS 東アジア次世代リーダープログラム 環境保全と地域再生（東北編、水俣編） ビデオ制作
- 独立行政法人国際交流基金 広報映像制作、東京国際映画祭にて上映
- SONYJAZZ/中村善郎「いつか君に」を ピエール・バルーにプロデュース協力、Saravah より全ヨーロッパ発売
- イベント「東京お笑いルネッサンス」主催
- 「ハローキティ」オリジナルデザイナー 清水侑子による新キャラクター「エンジェルキャットシュガー」広報、プロデュース、商品企画
- avex-USEN アーティストオーディション「a-motion」2006～2009オーディション、事務局運営及びPV/HP 制作/広報
- エイベックス・エンタテインメント株式会社「エイベックスアイドルオーディション2010」運営及び映像制作
- iPhone.iPad 用アプリ制作販売
- インドネシア ソロインターナショナルパフォーミングフェスティバル2009〜2010
- マレーシア クアラトレンガヌ 国際ガムランフェスティバル2008〜2015参加、撮影
- バイノーラルレコーディング研究及び音源制作

自身の法人設立後
- 音楽、映像を中心とした文化イベントのプロデュースを手がける

## テレビドラマ
- 土曜ドラマ（NHK）
  - 君はまだ歌っているか（1981年） - 曽根浩平 役